# 高橋幸雄 (演出家)
高橋 幸雄 (たかはし ゆきお)は、アニメ監督・演出家である。

## 演出実績
1993年
- ポコニャン

1995年
- ストリートファイターII V
- ママはぽよぽよザウルスがお好き

1996年
- B'T-X（絵コンテ・演出）
- YAT安心!宇宙旅行
- こちら葛飾区亀有公園前派出所
- こどものおもちゃ（1996年 - 1997年）

1997年
- マッハGoGoGo（第2作）
- 行け!稲中卓球部
- はれときどきぶた（1997年 - 1998年）

1998年
- 時空転抄ナスカ

2000年
- メダロット魂

2001年
- 星のカービィ
- テニスの王子様（2001年 - 2002年）

2002年
- 幻魔大戦 神話前夜の章
- 電光超特急ヒカリアン（2002年 - 2003年）

2003年
- 戦闘妖精・雪風（2003年 - 2004年）

2005年
- 好きなものは好きだからしょうがない!!

2006年
- ブレイブストーリー
- 銀色の髪のアギト
- RED GARDEN

2007年
- ロミオ×ジュリエット
- 精霊の守り人

2008年
- ドルアーガの塔 ～the Aegis of URUK～

2009年
- ドルアーガの塔 〜the Sword of URUK〜
- シャングリ・ラ

2010年
- 聖痕のクェイサー
- B型H系
- ぬらりひょんの孫
- そらのおとしものf

2011年
- 劇場版 マクロスF 恋離飛翼〜サヨナラノツバサ〜
- ラストエグザイル-銀翼のファム-（2011年 - 2012年、演出・絵コンテ）

2013年
- 犬とハサミは使いよう

2014年
- Wake Up, Girls!
- 遊☆戯☆王ARC-V（絵コンテ・演出・原画）

2015年
- えとたま

2016年
- ラストエグザイル-銀翼のファム- Over The Wishes
- 蒼の彼方のフォーリズム

2017年
- 18if

2019年
- 7SEEDS

2021年
- マジカパーティ

2022年
- 骸骨騎士様、只今異世界へお出掛け中
- 新テニスの王子様 U-17 WORLD CUP（助監督・絵コンテ）
- 黒の召喚士

2023年
- 魔法使いの嫁 SEASON2
- はたらく魔王さま!!

2024年
- ループ7回目の悪役令嬢は、元敵国で自由気ままな花嫁生活を満喫する（絵コンテ・演出）